# Telluride
La ville américaine de Telluride est le siège du comté de San Miguel et la ville la plus peuplée de la région de San Miguel dans la partie sud-ouest de l'État du Colorado. La ville est un ancien camp minier d'argent sur les bords de la rivière San Miguel et dans les montagnes de l'ouest de San Juan. Le district historique de Telluride, qui comprend une partie importante de la ville, est inscrit au National Historic Landmark, « Registre national des lieux historiques », et est également l'un des 20 sites classés historiques du Colorado.
Selon le recensement de 2020, Telluride compte 2 607 habitants. La municipalité s'étend sur 0,74 milles carrés (1,92 km2). À une altitude de 2 667 mètres, la ville est également connue pour sa station de ski et ses pistes durant l'hiver, ainsi que pour son festival de cinéma.
La ville est nommée en référence au tellure présent dans la région.

## Démographie
| Groupe      | Telluride | Colorado | États-Unis |
| ----------- | --------- | -------- | ---------- |
| Blancs      | 90,5      | 81,3     | 72,4       |
| Autres      | 5,3       | 7,4      | 6,4        |
| Métis       | 1,6       | 3,4      | 2,9        |
| Asiatiques  | 1,2       | 2,8      | 4,8        |
| Amérindiens | 1,1       | 1,1      | 0,9        |
| Noirs       | 0,4       | 4,0      | 12,6       |
| Total       | 100       | 100      | 100        |
|             |           |          |            |
| Hispaniques | 9,4       | 20,6     | 16,7       |

Selon l'American Community Survey, pour la période 2011-2015, 87,70 % de la population âgée de plus de 5 ans déclare parler anglais à la maison, alors que 9,88 % déclare parler l'espagnol, 1,66 % le français et 0,76 % une autre langue.
| 1890 | 1900  | 1910  | 1920  | 1930 | 1940  |
| ---- | ----- | ----- | ----- | ---- | ----- |
| 766  | 2 446 | 1 756 | 1 618 | 512  | 1 337 |

| 1950  | 1960 | 1970 | 1980  | 1990  | 2000  |
| ----- | ---- | ---- | ----- | ----- | ----- |
| 1 101 | 677  | 553  | 1 047 | 1 309 | 2 221 |

| 2010  | - | - | - | - | - |
| ----- | - | - | - | - | - |
| 2 325 | - | - | - | - | - |

## Liens externes

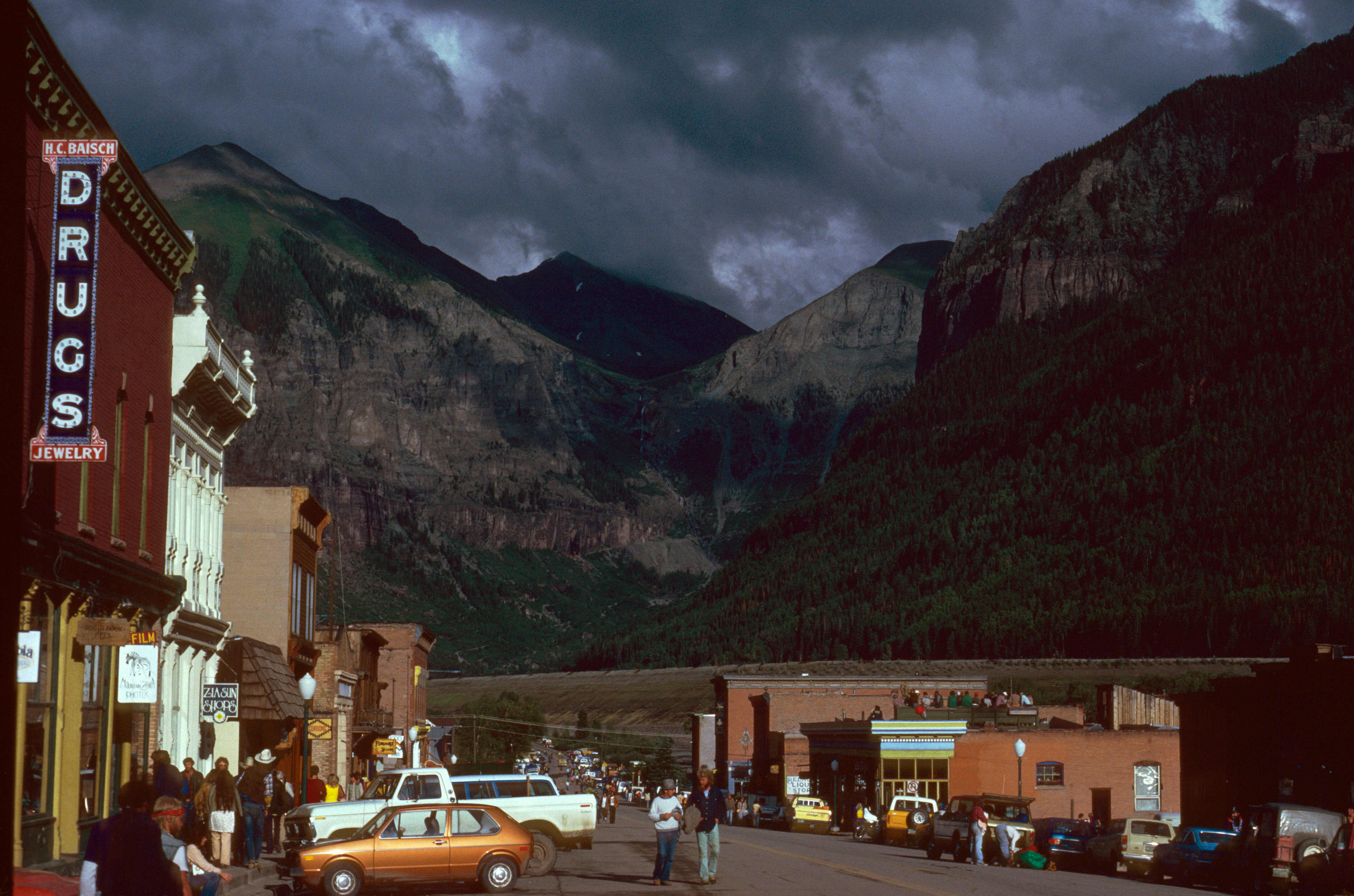
La ville de Telluride en 1979.